# 放課後の職員室
『放課後の職員室』（ほうかごのしょくいんしつ）は、こいでみえこによる日本のBL漫画作品、およびそれを原作としたOVA。

## 概要
1987年から同人誌として発表していた作品をビブロスが商業化し出版。2005年に大都社から新装版が刊行。
OVAは、1994年8月12日に大映より発売。全2巻。

## ストーリー
川瀬光郎・２３歳は公立中学校の美術教師。平凡な生活を送る彼は、自分の誕生日に突然交際を申し込まれた。その相手が同じ中学に勤める先輩教師・風間・２５歳だからさぁ大変…!!

## 登場人物
風間 俊秋（かざま しあき）
声 - 梁田清之
川瀬 光郎（かわせ みつろう）
声 - 緑川光
川瀬 均（かわせ ひとし）
声 - 森川智之
池上 夏彦（いけがみ なつひこ）
声 - 金丸淳一
ゆかり
声 - 寺下由希子
静香
声 - 熊谷ニーナ
まり
声 - 野村真弓
田村美穂
声 - 佐久間レイ
校長
声 - 梅津秀行
田村
声 - 中村秀利
生徒
声 - 野村真弓

## スタッフ
共通
- 原作 - こいでみえこ / 「放課後の職員室」より （株）青磁ビブロス刊
- 監督 - 廣瀬和好
- 美術 - 木村真二
- 音響効果 - 糸川幸良
- プロデューサー - 福田勝
- 制作 - ひろたたけし（SIDO）、廣瀬和好（FOREST） / シド・リミテッド
- 製作 - 池田哲也
- 製作・著作 - 大映株式会社

第1巻
- 編集 / 潤色台本・絵コンテ - 廣瀬和好
- 脚本 - ひろたたけし
- ダイアローグ - こいでみえこ、廣瀬和好
- キャラクターデザイン・作画監督 - 須藤昌朋
- 動画チェック - 金海由美子
- 特殊効果 - 前川孝
- 色指定 - 上野実
- 音楽 - 都留教博
- 音楽制作 - トゥルー・プロジェクト

第2巻
- 絵コンテ・編集 - 廣瀬和好
- 脚本 - 廣瀬和好、こいでみえこ
- キャラクター衣装デザイン&ダイアローグ監修 - こいでみえこ
- アニメーション・キャラクター&レイアウト - 水村良男
- 作画監督・原画 - 畑良子
- 原画 - 冨田悦子、水村良男、中嶋忠二
- 動画チェック・動画 - 上田明美
- 色指定 - 渡辺芙美子
- 撮影監督 - 岡崎英夫
- 音楽 - 放課後の職員室 イメージサウンドトラックCDより / Composed by - Norihiro TSURU
- 制作進行 - 神村篤
- 制作協力 - プロジェクトチーム サラ、上田真一郎

## 主題歌
「Out of a Delusion」
歌 - 佐藤満 / 作詞 - 宝野アリカ

## 商品情報

### 漫画
- 『放課後の職員室』 （こいでえみこ ビブロス 1992年12月発売） ISBN 9784882711490
- 『放課後の職員室2』 （こいでえみこ ビブロス 1996年7月発売） ISBN 9784882714781
- 『放課後の職員室1 ― 初・夏物語』 （こいでえみこ 大都社 2005年3月10日発売） ISBN 9784886538420
- 『放課後の職員室2 ― 校庭に桜花爛漫』 （こいでえみこ 大都社 2005年3月10日発売） ISBN 9784886538437

### VHS
- 『放課後の職員室』 （1994年8月12日発売）
- 『放課後の職員室2』 （1995年9月29日発売）